# Goulgountou-Kelchatmané
Goulgountou-Kelchatmané est une commune située dans le département de Gorom-Gorom, dans la province d'Oudalan, région du Sahel, au Burkina Faso.